# Chłopski Potok
Chłopski Potok (niem. Faulhaben Graben, 595–850 m n.p.m.) – potok dopływ potoku Morawka w południowo-zachodniej Polsce w Górach Bialskich, w Sudetach.
Potok długości 1,9 km mający swoje źródła na stoku wzniesieniami Sucha Kopa na wysokości 850 m n.p.m., w lesie świerkowym regla dolnego a ujście we wsi Nowa Morawa (595 m n.p.m.).